# 八部衆
八部衆（はちぶしゅう）または天龍八部衆（てんりゅうはちぶしゅう）は、仏法を守護する八尊の護法善神。本来は古代インドの神々である。十大弟子と共に釈迦如来の眷属を務める。仏教教典に早くから現れ、『法華経』などの顕教教典だけでなく、密教教典においても釈迦の説法の会衆として記載されている。

## 概要
八部衆は8つの種族で構成される。『法華経』や『金光明最勝王経』などによれば天衆、龍衆、夜叉衆、乾闥婆衆、阿修羅衆、迦楼羅衆、緊那羅衆、摩睺羅伽衆の8つである。
ただし、奈良・興福寺の著名な八部衆像の各像の名称は上述のものと異なり、寺伝では五部浄（ごぶじょう）、沙羯羅（さから）、鳩槃荼、乾闥婆、阿修羅、迦楼羅、緊那羅、畢婆迦羅（ひばから）と呼ばれている。
また、四天王に仕える八部鬼衆を八部衆と称する場合もある。八部鬼衆は、乾闥婆・毘舎闍・鳩槃荼・薜茘多・那伽（龍）・富單那・夜叉・羅刹の名を挙げる。

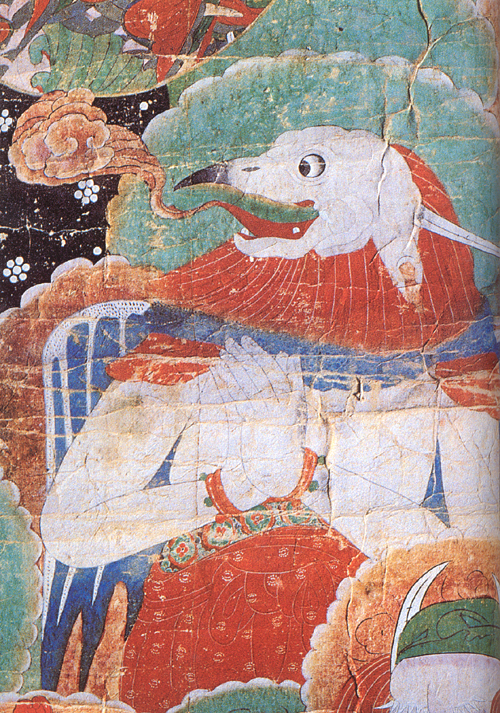
緊那羅（Kimnara、きんなら）

天（Deva、てん）
梵天、帝釈天を初めとする、いわゆる「天部」の尊格の総称。
龍（Naga、りゅう）
ナーガの漢訳で、護法善神の内の竜部族の総称。蛇を神格化したもので、大海に住み、雲や雨をもたらすとされる。また、釈尊の誕生の際、灌水したのも竜王であった。
夜叉（Yaksa、やしゃ）
古代インドのヤクシャが仏法に帰依して護法神となったもの
乾闥婆（Gandharva、けんだつば）
香を食べるとされ、神々の酒ソーマを守るとも言う。仏教では帝釈天の眷属の音楽神とされており、元はインド神話におけるガンダルヴァである。
阿修羅（Asura、あしゅら）
古代インドのアスラを護法善神としたもの。三面六臂に表すことが多い。
迦楼羅（Garuda、かるら）
竜を常食するというガルダを前身とする。
緊那羅（Kimnara、きんなら）
音楽神であり、また半人半獣の人非人ともいう。帝釈天または毘沙門天の眷属とされ、美しい声で歌うという。
摩睺羅伽（Mahoraga、まごらが）
蛇を神格化したもの。仏教では緊那羅とともに帝釈天の眷属の音楽神である。胎蔵図像では蛇頭人身、現図胎蔵界曼荼羅図では通常の人間の姿ないし蛇冠を戴いた人間の姿で描かれる。

## 興福寺の八部衆像

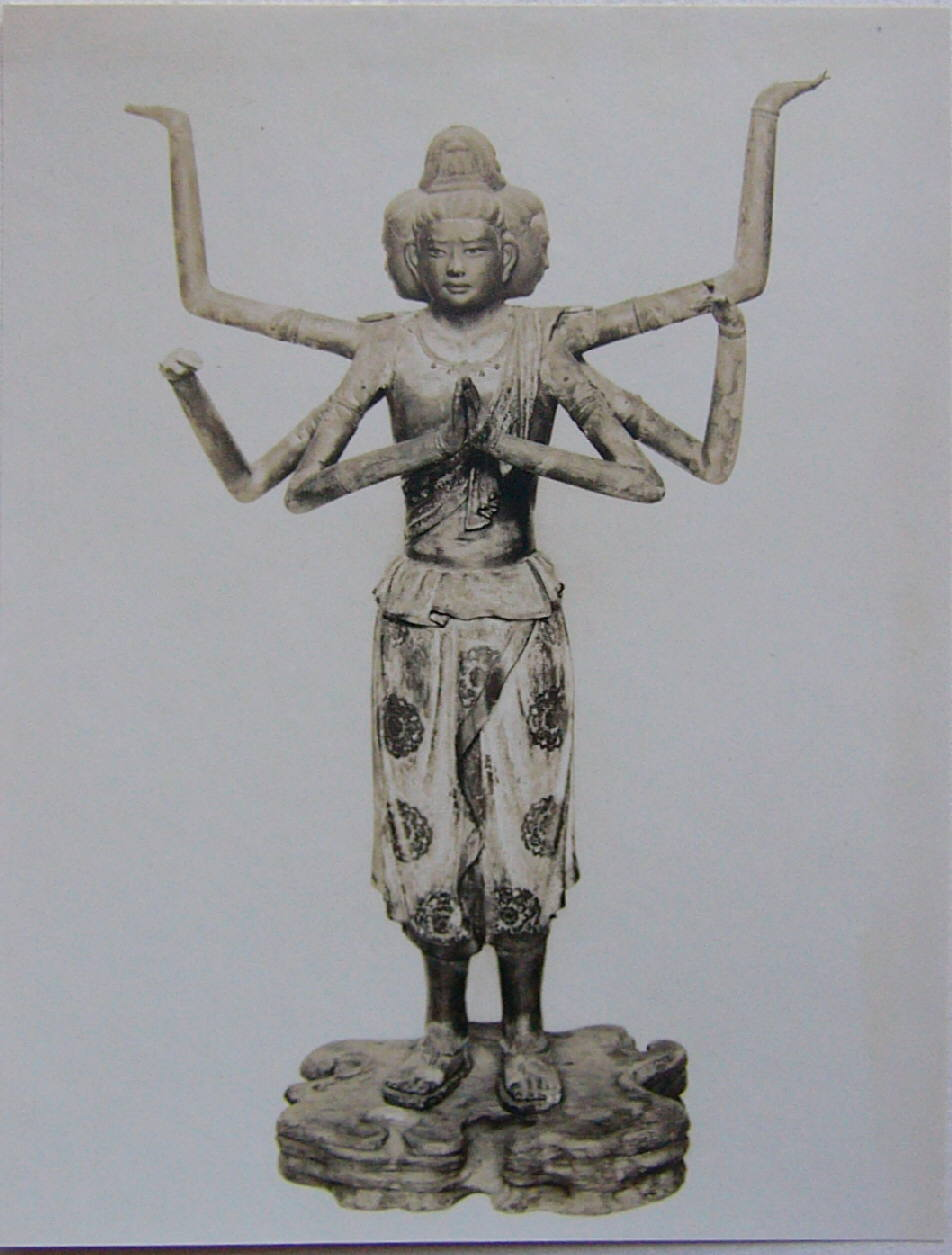
阿修羅像

日本における八部衆像の作例としては、奈良・興福寺のもの（奈良時代、国宝）が著名である。寺内の国宝館にある。
興福寺の八部衆像は麻布を漆で貼り重ねた乾漆造で、西金堂に安置されていた。西金堂は光明皇后が亡母橘三千代の追善のため天平6年（734年）建立したもので、本尊釈迦三尊像を中心に、梵天・帝釈天像、八部衆像、十大弟子像などが安置されていたことが知られる。作者は、渡来人の仏師・将軍万福及び、画師・秦牛養とされる。京都国立博物館蔵の「興福寺曼荼羅図」（鎌倉時代、重文）を見ると、八部衆像は壇上の本尊の左右に各4体ずつ安置されていたことが分かる。八部衆を含む興福寺西金堂諸像については、『金光明最勝王経』所説に基づく造像だと解釈されている。
以下に各像について解説する。
1. 五部浄像 - 像高50.0cm[14]。色界最上位の色界第四禅天（色究竟天、善見天、善現天、無熱天、無煩天）に浄居天（じょうごてん、Śuddhāvāsa[15]、シュッダーヴァーサ）と呼ばれる阿那含の聖者が住んでおり（聖者が住む世界自体も浄居天と呼ばれ、色界第四禅天は五浄居天ともいう）[16]、自在天子[17]、普華天子[17]、遍音天子[17]、光髪天子[17]、意生天子[18]という五尊の浄居天を合わせて一尊としたものを五部浄居天と呼ぶ。『千手陀羅尼経』ではこの経典を受持する者を守護するとされており[19]、『今昔物語集』では釈迦の四門出遊の際「老人、病人、死人、出家者」の4つを見せて釈迦の出家を促している[20]。また、『大本経』にも登場し、釈迦が五浄居天を訪れた際、かつて過去仏の弟子だった浄居天の神々が師の事蹟を釈迦に伝えている[21]。
興福寺像は象頭の冠をかぶるが、頭部と胸部を残すのみとなっている[14]（他に、本像の右腕部分が東京国立博物館に所蔵されているが[22]これは明治時代に寄贈されたものである[23]）。経典に説く「天」に当たる像と考えられる[14]。千手観音の眷属の二十八部衆の一尊でもあり、三十三間堂の五部浄居像は頭に象頭を乗せ、左手に刀を持つ武神像である[24]。
2. 沙羯羅像 - 像高154.5cm[25]。頭に蛇が巻き付き、少年のような表情に造られている[25]。本像は、経典に説く「龍」に当たる像と考えられている[25]。ただし、興福寺の沙羯羅像を「龍」でなく「摩睺羅伽」に該当するものだとする説もある[26]。三十三間堂の二十八部衆においては「裟羯羅龍王」の名で呼ばれる[24]。
3. 鳩槃荼像 - 像高150.5cm[27]。炎髪で口を開いた憤怒相をしている[28]。経典に説く「夜叉」に相当する像とされている[27]。四天王の内の増長天の眷属ともいう[1]。三十三間堂には祀られていないが二十八部衆の一尊にも含まれる[29]。
4. 乾闥婆像 - 像高148.0cm[30]。獅子冠をかぶる像で、両目は閉じられている[30]。
5. 阿修羅像 - 像高153.4cm[31]。三面六臂に表される[31]。非常に著名な像である[32]。
6. 迦楼羅像 - 像高149.0cm[33]。興福寺像は鳥頭人身で肩にスカーフを巻いている[33]。三十三間堂の二十八部衆中の迦楼羅像は翼を持ち、笛を吹く姿に造られている[24]。
7. 緊那羅像 - 像高152.4cm[34]。頭上の正面に一角、額に縦に3つ目の目があり[34]、この姿は『慧苑音義』の「この神、形貌は人に似る、然れどもその頂に一角あり」という記述に似ており[35]、寺伝通り当初から緊那羅像として造られたものと思われる[36]。
8. 畢婆迦羅像 - 像高155.4cm[37]。正確なサンスクリット語名が不明な謎の尊格である[38]。仏教学者山田明爾は十二神将の毘羯羅大将 (Vikarāla) と同一尊格であるとしている[39]。また、氷竭羅天 (Piṅgala) のことであるとする資料も存在するが、田中公明はそれならば「婆」の字が余計であるとして懐疑的である[38]。チベット語訳経典に記載された名称からはBilvakararāja（吉祥果を作る王者）というサンスクリット語名が想定出来るがその様な名称の護法神はいないためやはり正体は謎である[38]。田中はVibhākara（「作光」即ち「太陽」の意）が正確なサンスクリット語名ではないかとも述べている[38]。
興福寺像は口や顎に髭を蓄えた姿で表される[37]。経典に説く「摩睺羅伽」に相当するものとされるが、定かでない[40]。三十三間堂の二十八部衆の内には畢婆伽羅と摩睺羅の両方が存在し、前者は通常の武神像、後者は五眼を持ち、琵琶を弾く像として表されている[24]。

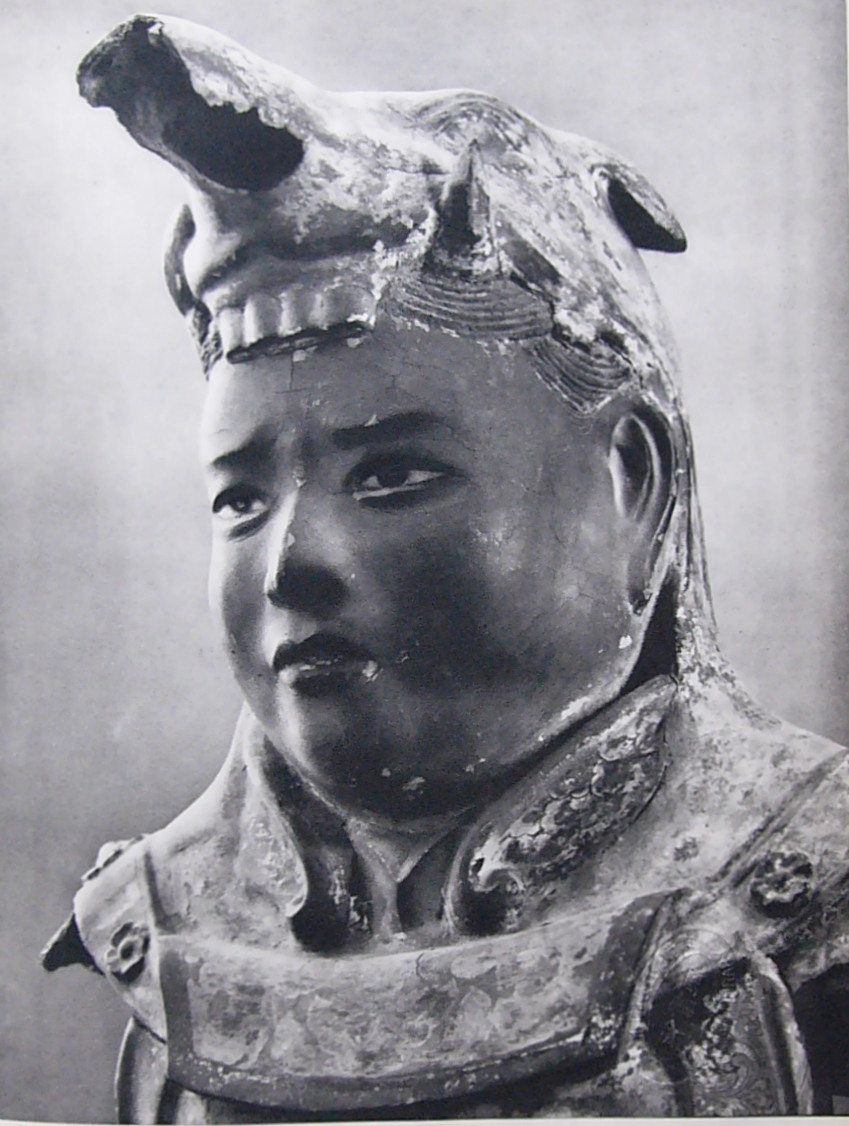
五部浄像
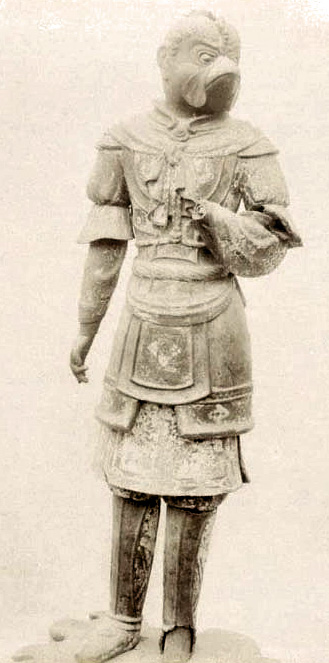
迦楼羅像
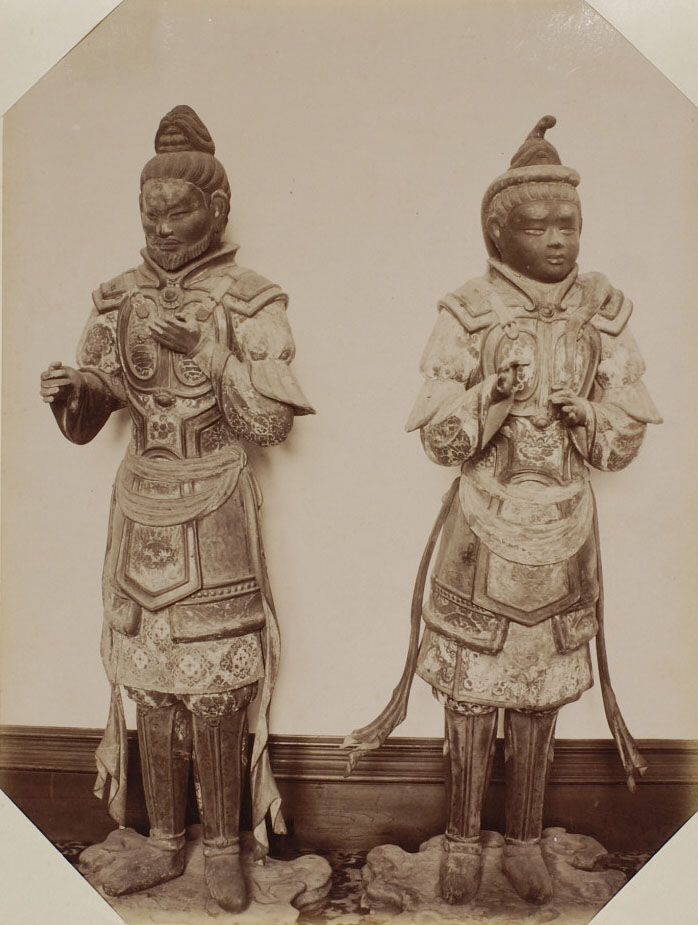
左・畢婆迦羅像、右・沙羯羅像
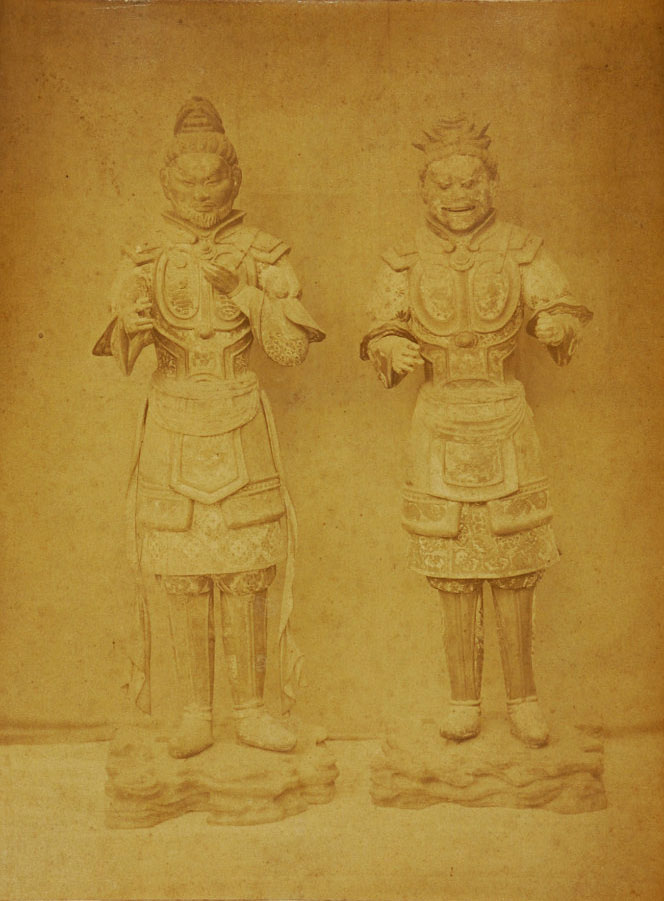
左・畢婆迦羅像、右・鳩槃荼像

興福寺の漆像の他には、八部衆が涅槃図などの絵画作品に描かれる場合があり、法隆寺五重塔北面及び東面の塑像の中にも八部衆の姿が認められる。千手観音の眷属である二十八部衆（日本での代表的な作例は京都・三十三間堂、同・清水寺など）の内にも八部衆に相当する仏尊が包含されている。